# 邹鲁风
邹鲁风（1909年—1959年10月26日）原名邹宝璠，曾用名邹素寒，从事革命工作后曾化名陈蜕，因仰慕鲁迅而改名邹鲁风，辽宁辽阳太子河区后三块石村人人，中国共产党及中华人民共和国官员、经济学家。

## 生平
1926年，自东北大学毕业后，考入武昌军事政治学校。1927年，作为该校入伍生参与武汉国民政府西征平定夏斗寅在宜昌的叛乱。1932年在中国东北参加北满游击队。1933年秋到北平，其间曾在北平东北大学俄语系学习。当时的东北大学是为从东北流亡到山海关内的青年开办，是北平学生开展反蒋抗日救亡运动的堡垒，中共北平地下党领导的北平学联就设在东北大学，与中国国民党控制的北平学联分庭抗礼。1935年12月，中共北平临时委员会领导的一二·九运动爆发，主要领导人是中共北平临时委员会书记谷景生、组织部长彭涛、宣传部长周小舟、中共河北省委特派员李长青等人。他们吸取了此前“左”的教训，决定大力发展党的外围组织，成立北平学联，主席为女一中的郭明秋，秘书是清华大学的姚依林，总交通是镜湖中学的孙敬文，总纠察是东北大学的邹鲁风，总交际是燕京大学的黄华。
1936年2月13日，邹鲁风在奉命南下参加全国学联筹备期间，在上海经内山书店的内山完造安排，以中共地下党员陈蜕的身份与鲁迅秘密会见。在这次会见中，邹鲁风请求鲁迅转交一份中共中央北方局给上海中共中央的密写报告，鲁迅接受了这一任务。1936年，邹鲁风加入中国共产党。在此前后他曾在日本东京帝国大学经济系学习。
1936年12月西安事变爆发时，他正负责在东北军内开展统战工作，并协调东北军在北平招收学兵，成立学兵队。西安事变爆发后，他奉派到东北军一〇五师开展统战工作。抗日战争全面爆发后，他到延安。历任中共鲁西区党委宣传秘书、专署专员等职。1945年抗日战争胜利后，他奉派回到家乡辽阳，任辽阳市市长兼辽阳县县长。辽南解放后，任辽南行署主任、辽宁省政府副主席等职。
中华人民共和国成立后，邹鲁风曾任东北人民政府教育部副部长。1952年11月至1959年4月任中国人民大学副校长，1956年10月至1959年3月任中国人民大学党委副书记。
1958年，首都理论界为向中华人民共和国国庆十周年献礼，组织了一个“人民公社化”调查团，到河南省、河北省等地调查，准备用调察到的情况“热情讴歌人民公社”。该调查团是由北京大学和中国人民大学的部分文科师生组成，时为北京大学和中国人民大学两校副校长（一说是从中国人民大学调至北京大学任副校长）、两校党委第三书记邹鲁风任总团团长。1959年上半年，调查团回北京后写出一个调查报告，其中如实反映了农村“大跃进”中的问题和农民生活的真相，受到彭真及北京市委重视，准备将其带到庐山会议，作为配合纠“左”的材料。而随着庐山会议后期的八届八中全会忽然由纠“左”一变而为“反右”，彭德怀等人被打成“右倾机会主义”后，北京市委竟翻手将两校的考察报告作为“右倾”罪证，指责其为“彭德怀在庐山上反对三面红旗，你们在庐山下反对三面红旗”。此时北大党委书记陆平、人大党委书记胡锡奎以及副校长聂真联手作假，称两校党委决议派考察团原是为调查人民公社的“优越性”，但该团写出了错误的报告云云，遂将邹鲁风等打成“右倾反党分子”，致使邹鲁风含恨（用安眠藥）自杀。凡是参加调查团的师生均受到各类处分，有些还被开除中国共产党党籍，或被补划为右派分子。直到1962年“七千人大会”后，中共中央决定为1959年错划的“右倾机会主义分子”平反，经高教部长杨秀峰带工作组到两校调查，才发现所谓“两校党委决议”并不存在，是胡锡奎和陆平撒谎，遂严厉斥责胡、陆两人。
1979年，邹鲁风获得平反，并补开追悼会。

## 家人
- 兄：邹大鹏
- 弟：邹宝骧（1913年农历十一月九日-2009年1月19日）抗战胜利后回家乡任辽阳县七岭子区区长、区委书记、辽阳县委宣传部长、辽阳市联合中学校长、辽南铁路办事处主任、海城高中校长等职。1949年后任辽阳师范学校校长、沈阳农学院秘书处长、东北农林学院办公室主任、政治研究室主任，1953年10月至1959年10月任东北农学院党委副书记、院长助理。1978年1月任黑龙江大学党委常委、副校长，1978年10月任黑龙江大学党委副书记、校长直至1983年离休。